# Église Saint-Sauveur de Locminé
L’église Saint-Sauveur ou Saint-Colomban est une église catholique située à Locminé, en France.

## Localisation
L'église est située dans le département français du Morbihan, sur la commune de Locminé.

## Historique

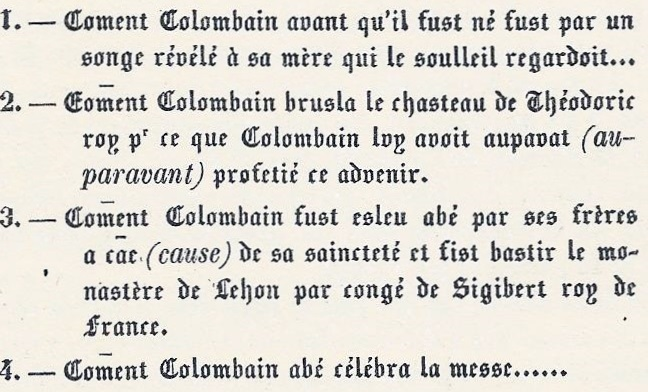
Ancienne chapelle Saint-Colomban de Locminé ː transcription des légendes en écriture gothique du grand vitrail qui retrace quatre épisodes de la vie de saint Colomban (page 375 du livre). Ce vitrail a été replacé dans l'actuelle Église Saint-Sauveur ou Saint-Colomban de Locminé.

L’église paroissiale réalise un compromis entre les façades anciennes en granit et l’église moderne en béton, de charpente et d’ardoise.
Les façades sont celles de l’ancienne chapelle Saint-Colomban à gauche et celle de l’ancienne église, à droite; le conseil municipal avait décidé, en 1972, de démolir l’église devenue vétuste, en ne maintenant que les deux portails de la façade Ouest. 
Les façades occidentales sont inscrites au titre des monuments historiques en 1925 et un calvaire de granit dit Croix du Clandy en 1933.
Il existait, dans l’ancienne église, un vitrail de Saint-Colomban intégrée dans la nouvelle construction: les panneaux de ce vitrail ont été remontés dans une bande verticale derrière l’autel.
Le reste du bâtiment date des années 1970; il est dû à l’architecte Maurice Thomas.

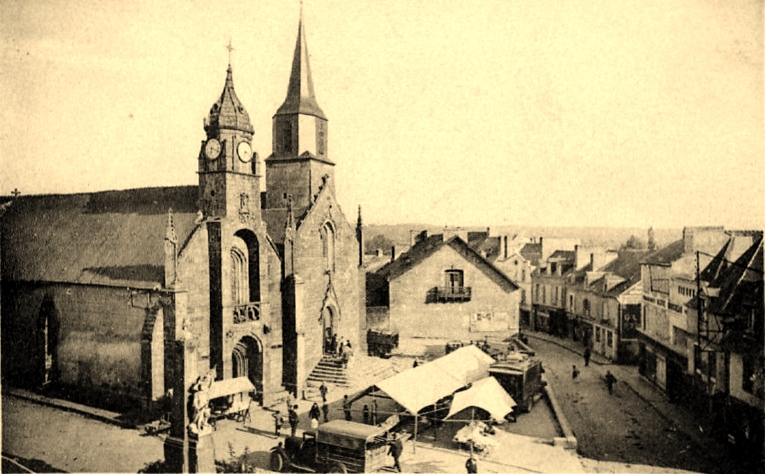
Locminé ː la place Saint-Sauveur vers 1910 avec l'église Saint-Sauveur et la chapelle Saint-Colomban (carte postale).
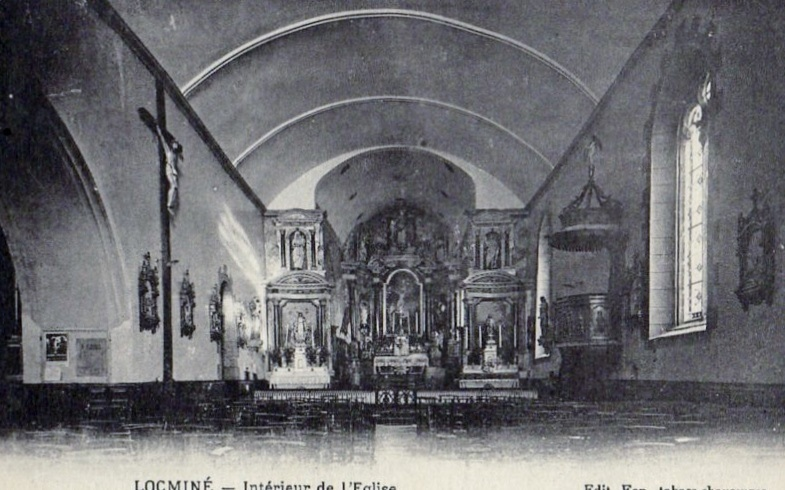
Vue intérieure de l'église Saint-Sauveur vers 1925 (carte postale Eon).
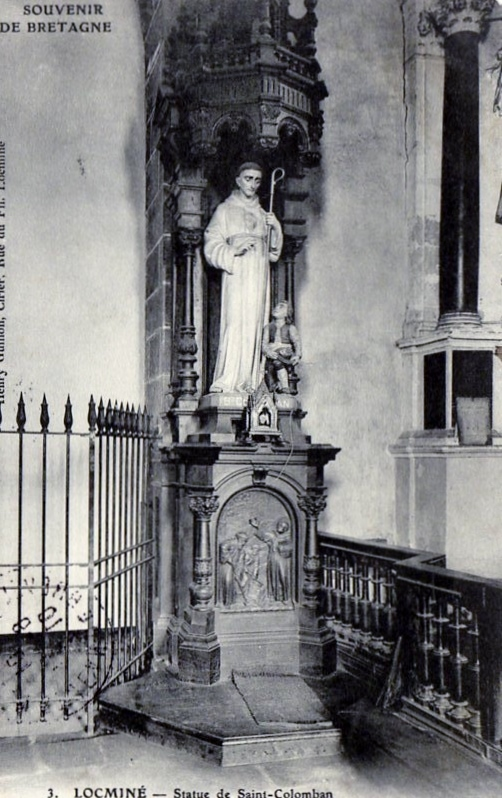
Statue de saint Colomban dans l'église Saint-Sauveur de Locminé (carte postale Henry Guillon, vers 1930).
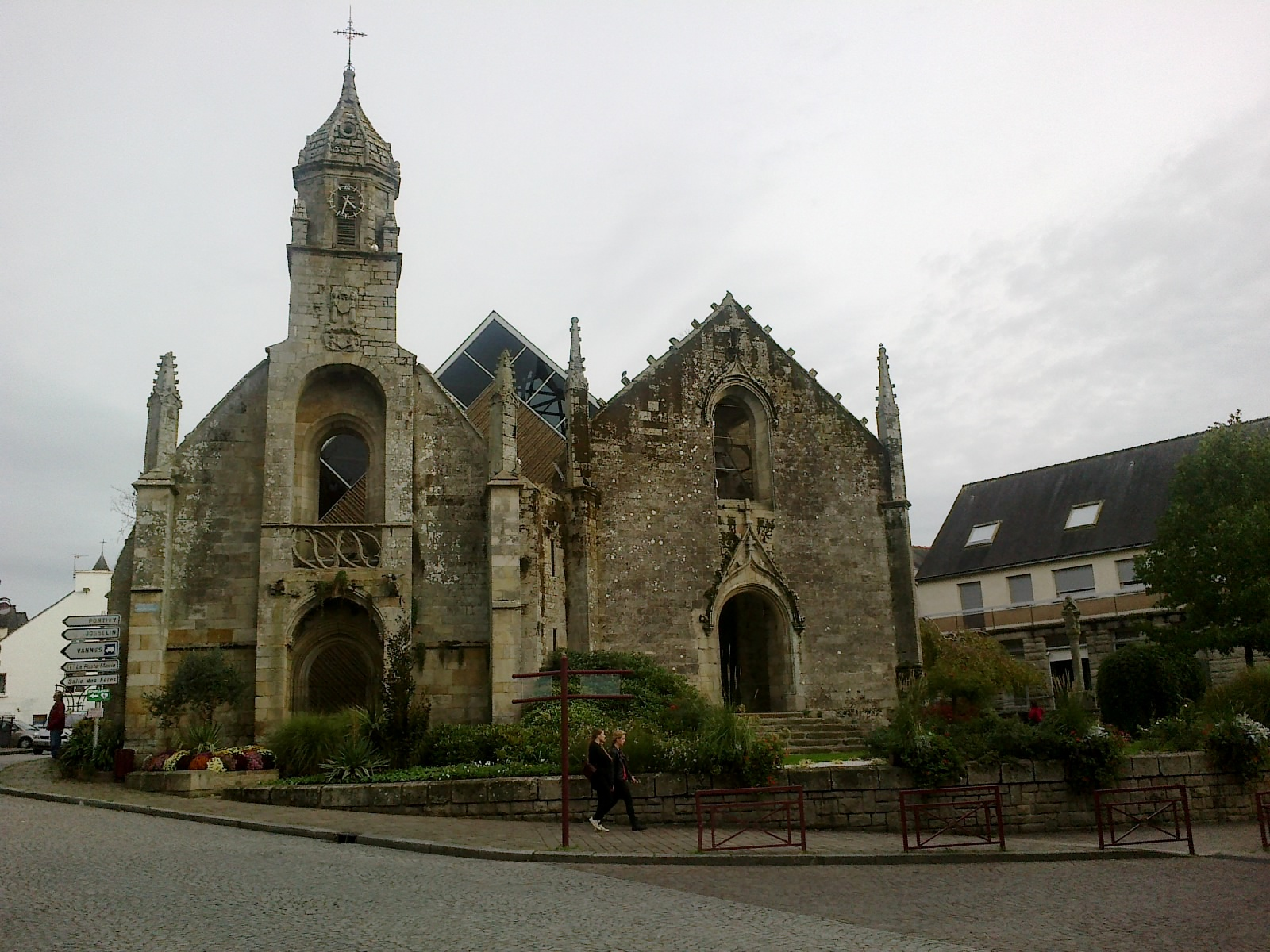
Les façades jumelées de l'ancienne église Saint-Sauveur (à droite) et de l'ancienne chapelle Saint-Colomban (à gauche).
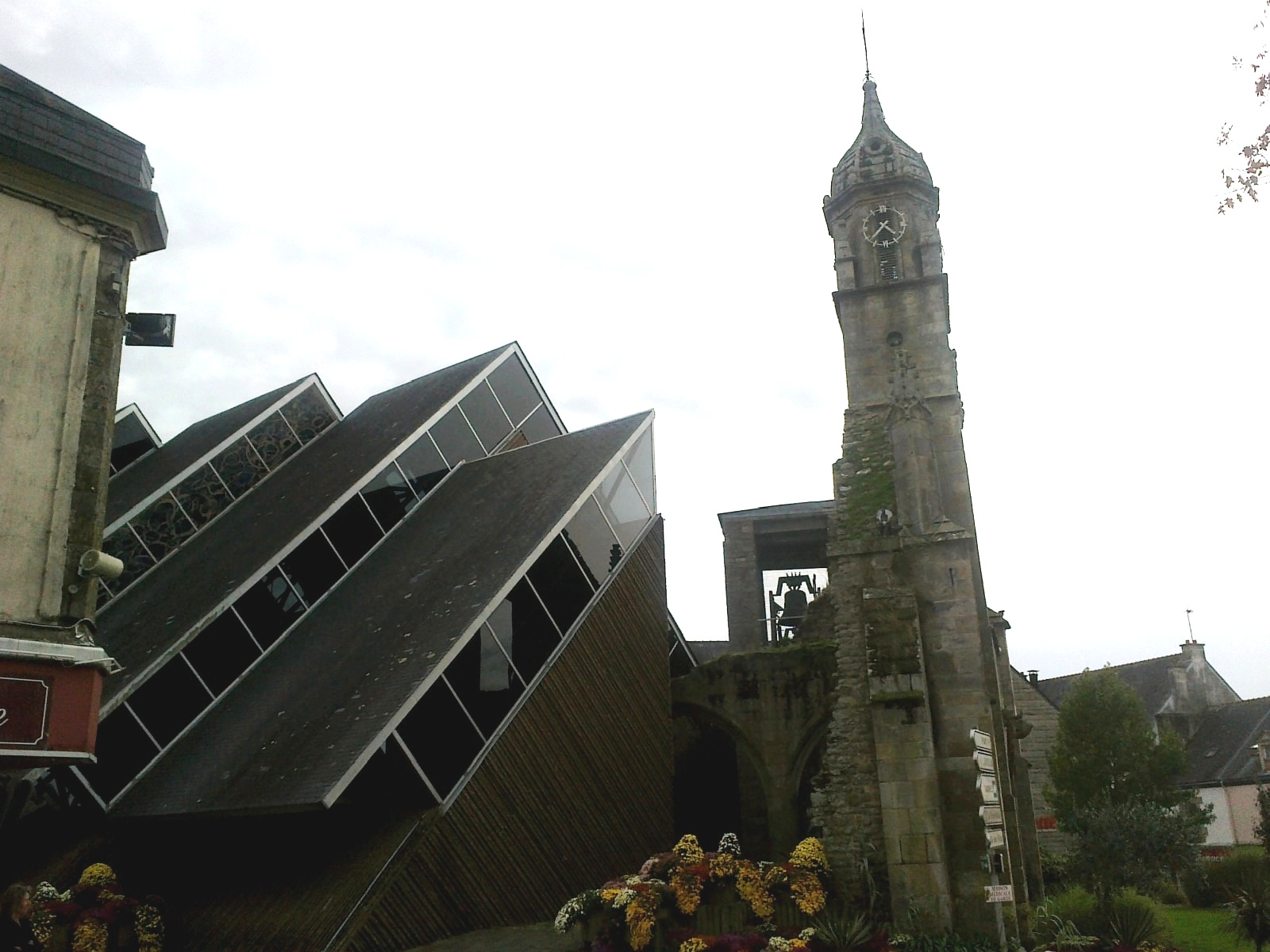
La nouvelle église de Locminé : vue extérieure partielle.
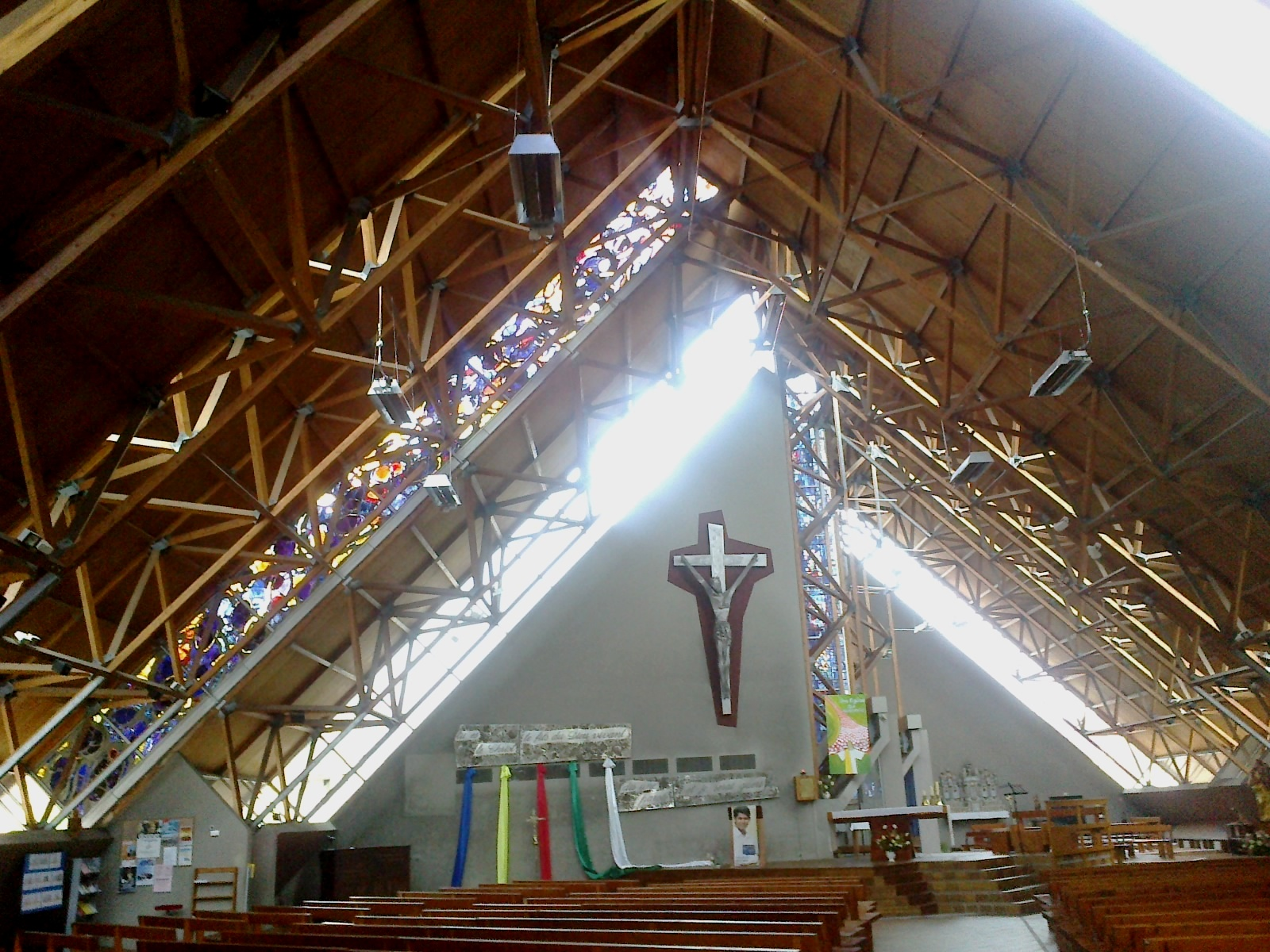
La nouvelle église de Locminé : vue intérieure, la nef.
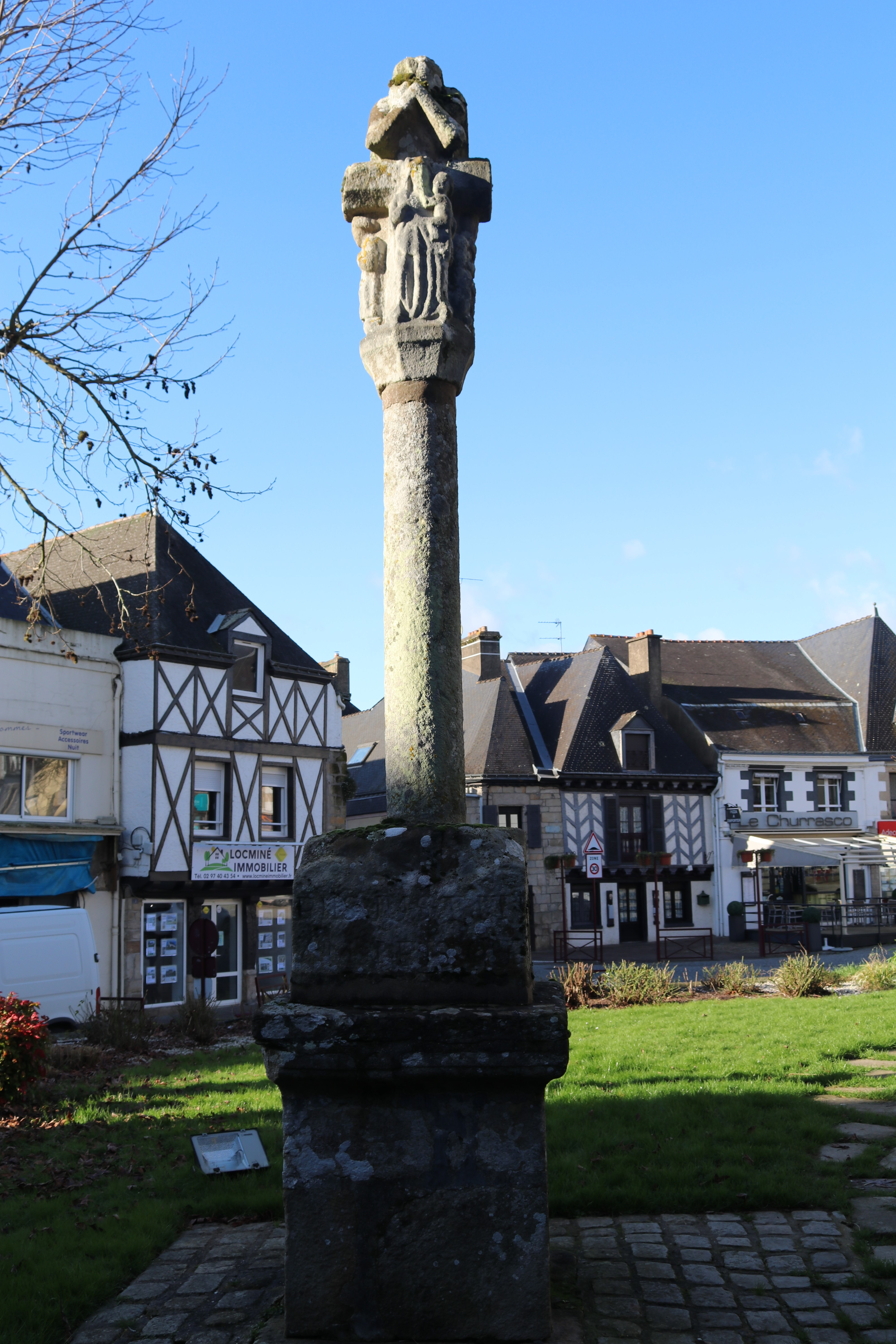
La croix du Clandy : vue d'ensemble.
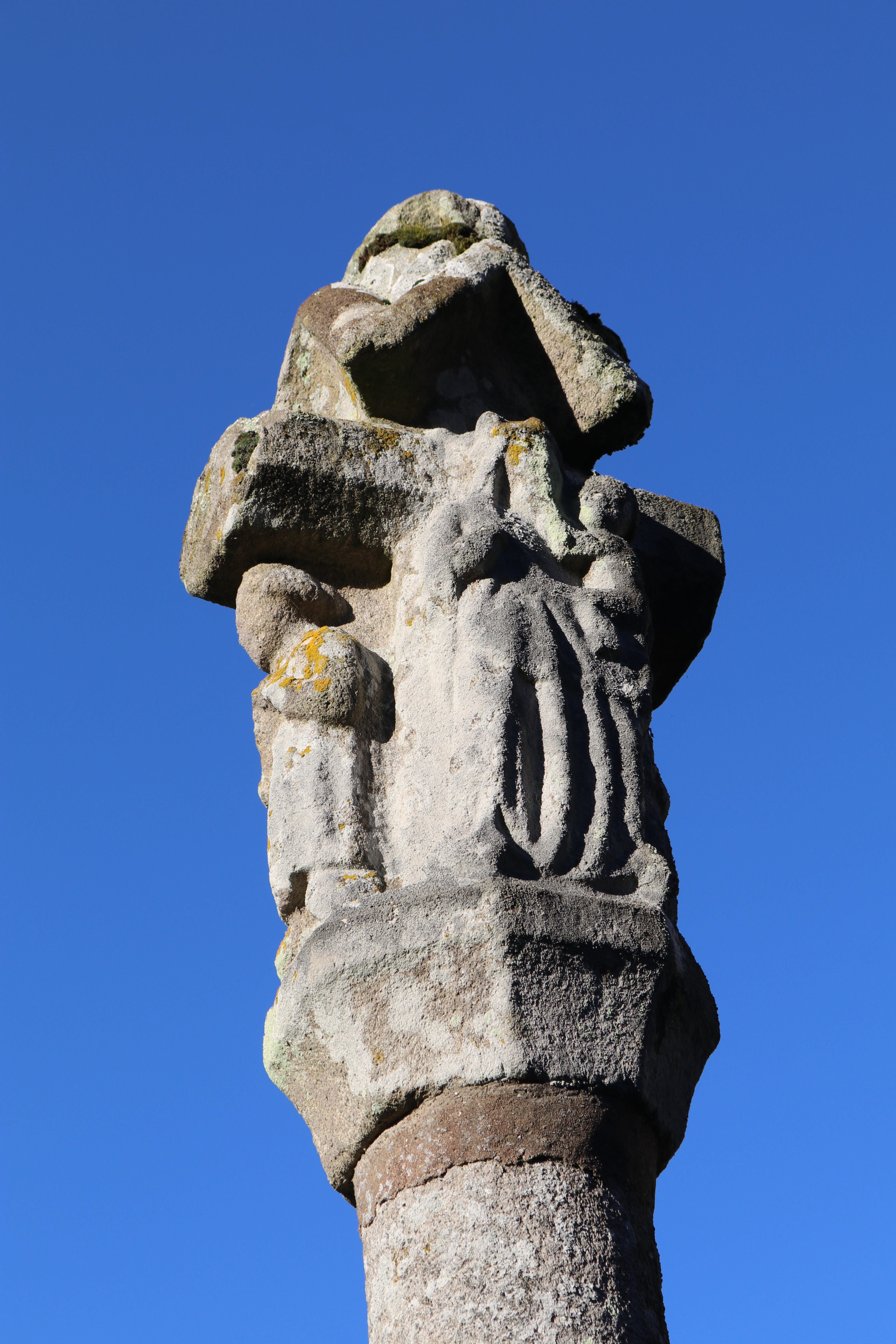
La croix du Clandy : partie sommitale (Vierge à l'Enfant).